# Erick Omar Torres
Erick Omar Torres Arias (Puerto Maldonado, 16 maggio 1975) è un ex calciatore peruviano, di ruolo difensore.

## Carriera

### Club
Ha giocato nella prima divisione peruviana.

### Nazionale
Ha partecipato alla Copa América 1997.

## Palmarès

### Club

#### Competizioni nazionali
- Campionato peruviano: 4

Sporting Cristal: 1995, 1996, 2002, 2005